# Lorenzo Diana
Lorenzo Diana (San Cipriano d'Aversa, 20 settembre 1950) è un politico italiano.

## Biografia
Dopo aver conseguito il diploma di laurea in storia e filosofia con il massimo dei voti presso l'Università degli Studi di Napoli Federico II, inizia la carriera di insegnante di liceo. Sin dall'adolescenza è leader di organizzazioni studentesche. Impegnato in politica con il Partito Comunista Italiano, a metà anni '80 diventa consigliere comunale del comune di San Cipriano d'Aversa e Consigliere alla Provincia di Caserta. 
Nel 1994 viene eletto alla Camera dei Deputati con il Partito Democratico della Sinistra, nel collegio Campania 2, entrando a far parte delle commissioni Lavori Pubblici ed Antimafia. Alle elezioni del 1996 viene eletto al Senato della Repubblica, ricoprendo la carica di segretario della Commissione parlamentare antimafia. Nel 2001, viene eletto nuovamente alla Camera dei Deputati, con l'Ulivo, presso il collegio Campania 2. Nel 2006, anno in cui conclude il mandato parlamentare, assume la carica di Responsabile nazionale dei DS per la lotta alle mafie. Un anno più tardi confluisce nel neonato PD.
Membro di diverse associazioni coinvolte nelle lotte alle mafie e antiracket. Il suo continuo impegno nella lotta alle mafie gli vale diversi premi e riconoscimenti tra cui il Premio Borsellino nel 2008. Negli anni ha subito diverse minacce dal Clan dei Casalesi, che progettò di ucciderlo agli inizi degli anni '90. Dal 1994 è costretto a vivere sotto scorta.

## Riconoscimenti
È l'unico politico citato nel best seller Gomorra di Roberto Saviano, che lo descrive come un vero eroe della lotta alle mafie, coraggioso e attaccato alla sua terra d'origine.